# Christian Conrad Nopitsch
Christian Conrad Nopitsch (auch Christian Konrad Nopitsch geschrieben; * 28. Mai 1759 in Kirchensittenbach; † 4. August 1838 in Schönberg bei Lauf an der Pegnitz) war ein deutscher evangelisch-lutherischer Pfarrer, Nürnberger Lokalhistoriker und Lexikograph.

## Leben

Wappen der Familie Nopitsch

Christian Conrad Nopitsch entstammte der Familie Nopitsch, die Mitte des 17. Jahrhunderts aufgrund ihres evangelischen Glaubens, unter Zurücklassung „beträchtlicher Güter“, aus der Marktgemeinde Gresten in Niederösterreich fliehen musste und sich im Gebiet der Reichsstadt Nürnberg (in Petzensteinerhüll, heute Hüll (Betzenstein)) niederließ. Die Familie Nopitsch lässt sich in Gresten bis in das 16. Jahrhundert zurückverfolgen. Er war neben dem späteren Musikdirektor in Nördlingen, Christoph Friedrich Wilhelm Nopitsch (1758–1824), einer von vier Söhnen des Pfarrers Conrad Nopitsch (1722–1790) und dessen Frau Anna Barbara Mühling. Ein weiterer Bruder Christian Conrad Nopitschs, Johann Albrecht Andreas Adam (1765–1841), war später ebenfalls Pfarrer, zuletzt in Gerhardshofen.
Von seinem Vater wurde Christian Conrad Nopitsch im Lateinischen, Griechischen, Hebräischen und Französischen unterrichtet. Ab 1777 studierte er an der Universität Altdorf mit Schwerpunkt Theologie. In Altdorf wohnte Nopitsch für fünf Jahre bei Johann Andreas Michael Nagel und wurde von diesem in der chalidäischen und syrischen Sprache gelehrt. Des Weiteren besuchte Nopitsch auch Vorlesungen zur Metaphysik, und Logik; bei Johann Tobias Mayer hörte er Mathematik; Chemie bei Weiß; bei Wolfgang Jäger Universalgeschichte und Englisch; Physiologie und Botanik bei Benedict Christian Vogel und bei einem Professor Hofmann die Osteologie und Anatomie.
Anschließend arbeitete er als Hauslehrer in Nürnberg, jedoch musste er diese Stelle nach einem Jahr wieder verlassen, da er seinem Vater in dessen Pfarrstelle in Pommelsbrunn aushelfen musste. Auf Grund des hohen Alters des damaligen Eschenbacher Pfarrers Wolf übernahm Nopitsch von 1785 bis 1789 dort die Pfarrgeschäfte. Seine Ordination erhielt er 1786 in Altdorf. Im Juli 1792 wurde Christian Conrad Nopitsch zum Pfarrer in Altenthann (Schwarzenbruck) ernannt. Diese Stelle war gleichzeitig mit der des Vikars des Altdorfischen Kirchenministeriums verbunden, sodass Nopitsch auch dieses Amt bekleidete und auf Grund dessen in Altdorf wohnen musste.
Beim Historiker und Professor Georg Andreas Will, den er von seiner Studienzeit in Altdorf kannte, war Nopitsch bis zu dessen Tod 1798 Hausbibliothekar. Nach Wills Tod gab Nopitsch 1801 eine zweite, mit Nachträgen versehene Auflage der Willschen Geschichte der Nürnbergischen Universität Altdorf und von 1802 bis 1808 in neuer Form das selbständige Nachtragswerk des Nürnbergischen Gelehrten-Lexikons ebenfalls (wie Will) in vier Bänden heraus; unter anderem ergänzte Nopitsch circa 500 weitere Personen und berichtigte bei Will vorgefallene Fehler. Ein Neunter Band des Gelehrtenlexikons, der wiederum eine Ergänzung zu den vorherigen darstellen sollte, lag bei Nopitschs Tod als Manuskript vor und kam nicht mehr in den Druck. Von 1808 bis zu seinem Tode war er Pfarrer zu Schönberg. Obwohl Nopitsch in nur relativ kleinen Ortschaften die Pfarrgeschäfte ausübte, war er zeit seines Lebens jedoch kein „unbedeutender Dorfpfarrer“, sondern weit über die Nürnberger Gegend hinaus als Gelehrter bekannt.
Im Februar 1839 wurde Nopitsch umfangreiche Bibliothek, die unter anderem auch diverse Autographe Martin Luthers beinhaltete, versteigert.
Verheiratet war Nopitsch seit dem 21. August 1792 mit Felicitas Christiana Guettlers (1767–1846), der Tochter eines Nördlinger Kaufmanns. Aus der Ehe gingen vier Söhne und drei Töchter hervor, von denen ihn nur eine Tochter überlebte:
- Johann Wilhelm Nopitsch, * 15. Juli 1793 Altdorf, begraben am 13. Juli 1808 in Altdorf (ertrunken in der Schwarzach unweit der Prethalmühle)
- Barbara Eleonora Nopitsch, * 18. November 1794 Altdorf, ⚭ 17. Oktober 1820 Schönberg mit Georg Christoph Lippert
- Sophia Catharina Nopitsch, * 30. April 1796 Altdorf, ⚭ 7. Dezember 1819 Schönberg mit Ernst Julius Dasch, † 13. Dezember 1820 Lauf
- Sophia Catharina Christiana Nopitsch, * 1. September 1798 Altdorf, begraben am 9. April 1799 in Altdorf
- Walfried Christian Friedrich Nopitsch, * 23. Februar 1800 Altdorf, begraben am 18. Dezember 1801 in Altdorf
- Johann Albrecht Nopitsch, * 21. November 1802 Altdorf, begraben am 14. Juli 1806 in Altdorf
- Ehrenfried David Nopitsch, * 2. Mai 1806 Altdorf, † 3. Februar 1824 Schönberg

## Wappen
Blasonierung: In blauem Schild ein goldener Kranich, in der rechten Klaue einen goldenen Stein haltend. Auf dem Helm eine goldene Garbe zwischen zwei Büffelhörnern (blau und gold). Helmdecken ebenfalls blau und gold.
Angeblich soll ein Vorfahre der Nopitsch durch seine Wachsamkeit das Lager eines Römisch-deutschen Kaisers gegen einen Überfall der Ungarn gerettet haben. Dafür sei der Vorfahr auf freiem Feld zum Ritter geschlagen worden und habe als Zeichen ebendieser Wachsamkeit den Kranich als Wappenfigur erhalten.

## Sonstiges
- Christian Conrad Nopitsch war seit 1809 Mitglied des Pegnesischen Blumenordens.
- Die Nopitschstraße, die durch die Nürnberger Stadtteile Gibitzenhof und Schweinau verläuft, ist ihm zu Ehren benannt.

## Schriften (Auswahl)
- Wegweiser für Fremde in Nürnberg, oder topographische Beschreibung der Reichsstadt Nürnberg nach ihren Plätzen, Märkten, Gassen, Gäßchen, Höfen, geist- und weltlichen öffentlichen Gebäuden, in alphabetische Ordnung gebracht. Hrsg. von Christian Conrad Nopitsch. Raspe, Nürnberg 1801.
- Georg Andreas Will’s Nürnbergisches Gelehrten-Lexicon oder Beschreibung aller nürnbergischen Gelehrten beyderley Geschlechtes nach ihrem Leben, Verdiensten und Schriften, zur Erweiterung der gelehrten Geschichtskunde und Verbesserung vieler darinnen vorgefallenen Fehler aus den besten Quellen in alphabetischer Ordnung. Von Christian Conrad Nopitsch ergänzt und fortgeführt. Altdorf und Leipzig, bei P. J. Besson (Buchhändler) 1802–1808.
- Literatur der Sprichwörter. Ein Handbuch für Literarhistoriker, Bibliographen und Bibliothekare. Verfasst von Christian Conrad Nopitsch, Königlich-Baierischem Pfarrer und Local-Schulinspector zu Schönberg, Camerar des Decanats Lauf und Mitglied des Pegnesischen Blumenordens. J. L. Lechner’sche Buchhandlung, Nürnberg 1822.
- Kurzgefaßte Lebensgeschichte Tobias Mayers. Altdorf 1805.
- Georg Andreas Wills Geschichte und Beschreibung der Nürnbergischen Universität Altdorf. Zweite Ausgabe mit Nachträgen von Christian Conrad Nopitsch, Altdorf 1801 (Link zum Objekt)

Regelmäßig lieferte Nopitsch auch Beiträge für den Leipziger Allgemeinen litterarischen Anzeiger und für die in Nürnberg erschienenen Litterarischen Blätter.